# جون جونسون (لاعب كرة قدم أمريكي)
جون جونسون (بالإنجليزية: John Johnson)‏ (5 يوليو 1941 في الولايات المتحدة - ) هو لاعب كرة قدم أمريكية ولاعب كرة قدم أمريكي في مركز معرقل دفاعي. لعب مع شيكاغو بيرز ونيويورك جاينتس.

## وصلات خارجية
- جون جونسون على موقع مرجع كرة القدم المحترفة.كوم (الإنجليزية)
- جون جونسون على موقع JustSportsStats.com (الإنجليزية)